# Iglesia de San Miguel (Gotinga)
La iglesia de San Miguel es una iglesia católica de Alemania localizada en el centro histórico de Gotinga. Fue la primera iglesia construida en la ciudad tras la Reforma Protestante en 1787-1789, en otro tiempo iglesia discreta de planta de salón sin torre. Su apariencia actual con una fachada con torre neobarroca data de 1892-93.
El interior está marcado por la última remodelación general en el año 1986 bajo la dirección de Hubertus Frauendorf. Los ornamentos litúrgicos son de Josef Baron, las ventanas del coro de Albert Reinker. En 1989 recibió un nuevo órgano de la marca Ludwig Eisenbarth.
San Miguel es hoy el centro de la pastoral católica de la ciudad de Gottinga.

## Galería fotográfica

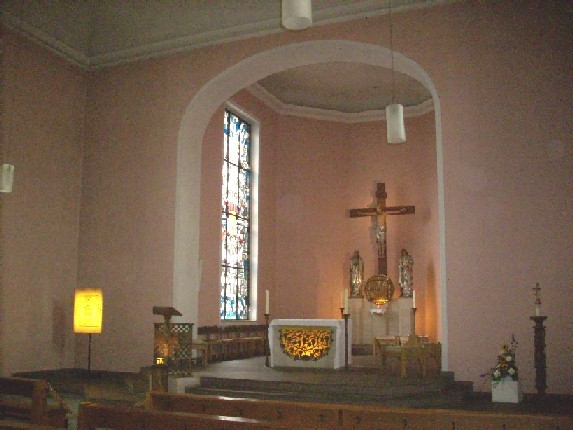
Interior de la iglesia].
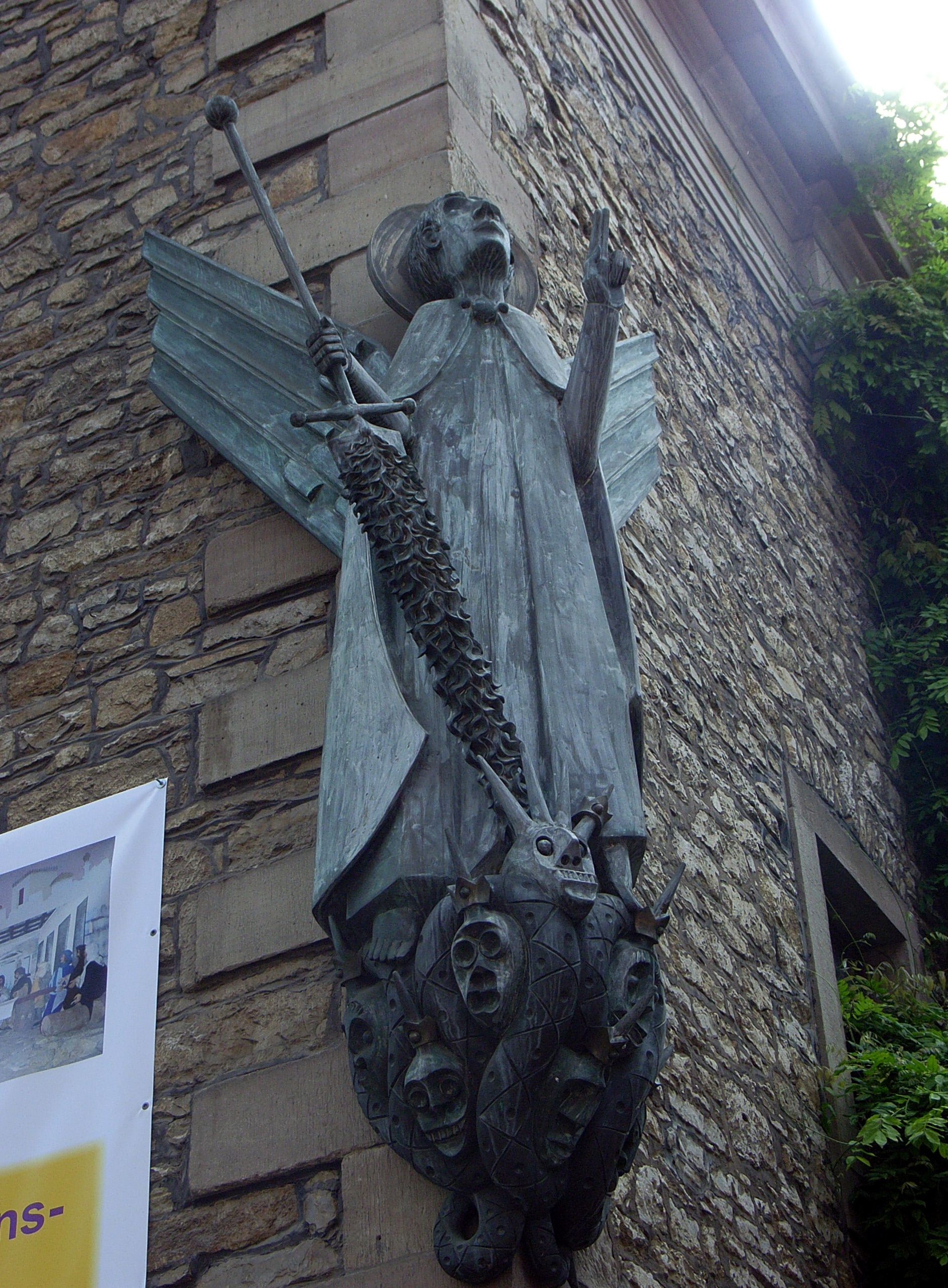
Escultura de San Miguel situada en el exterior de la iglesia.
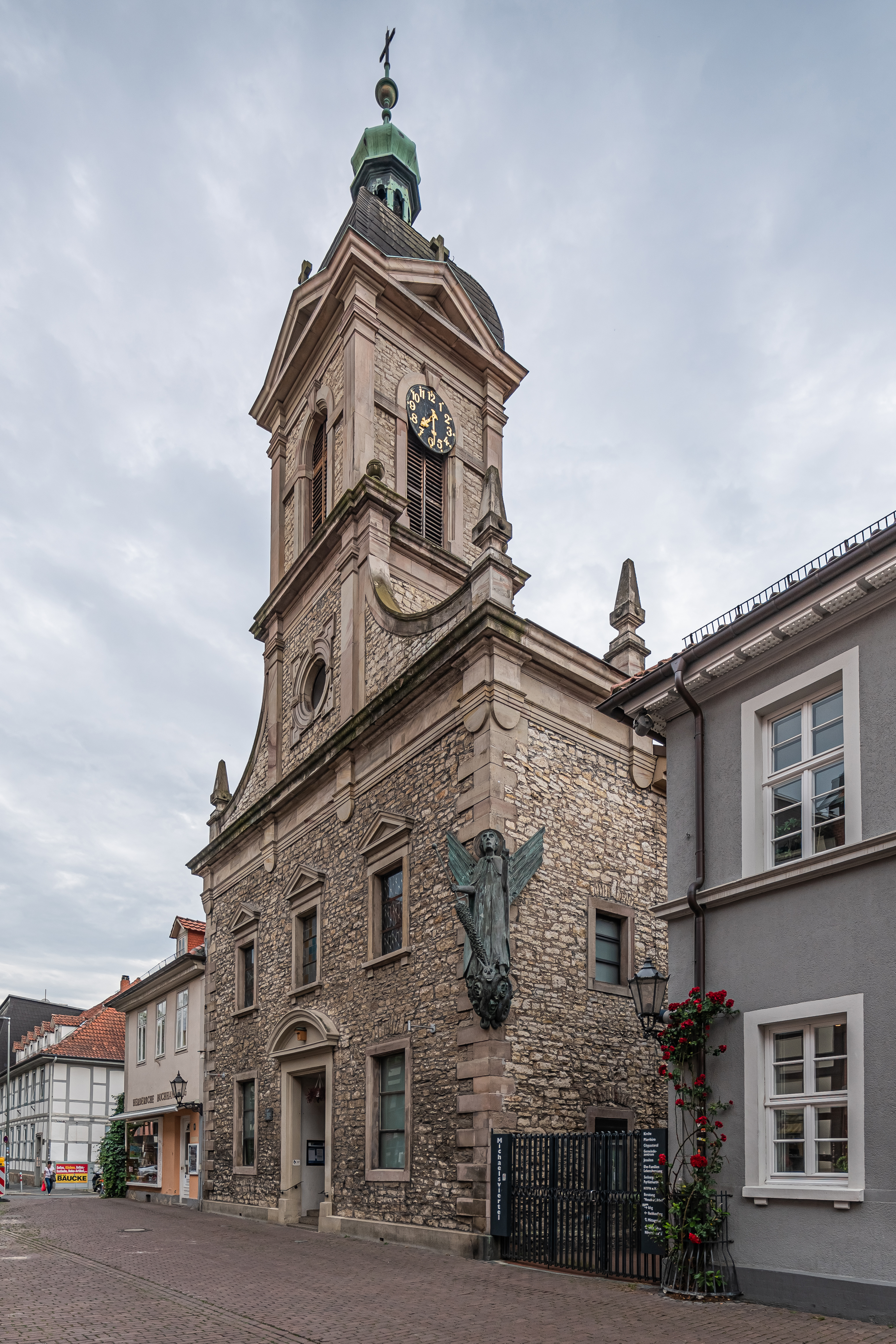
Otra vista del exterior de la iglesia.
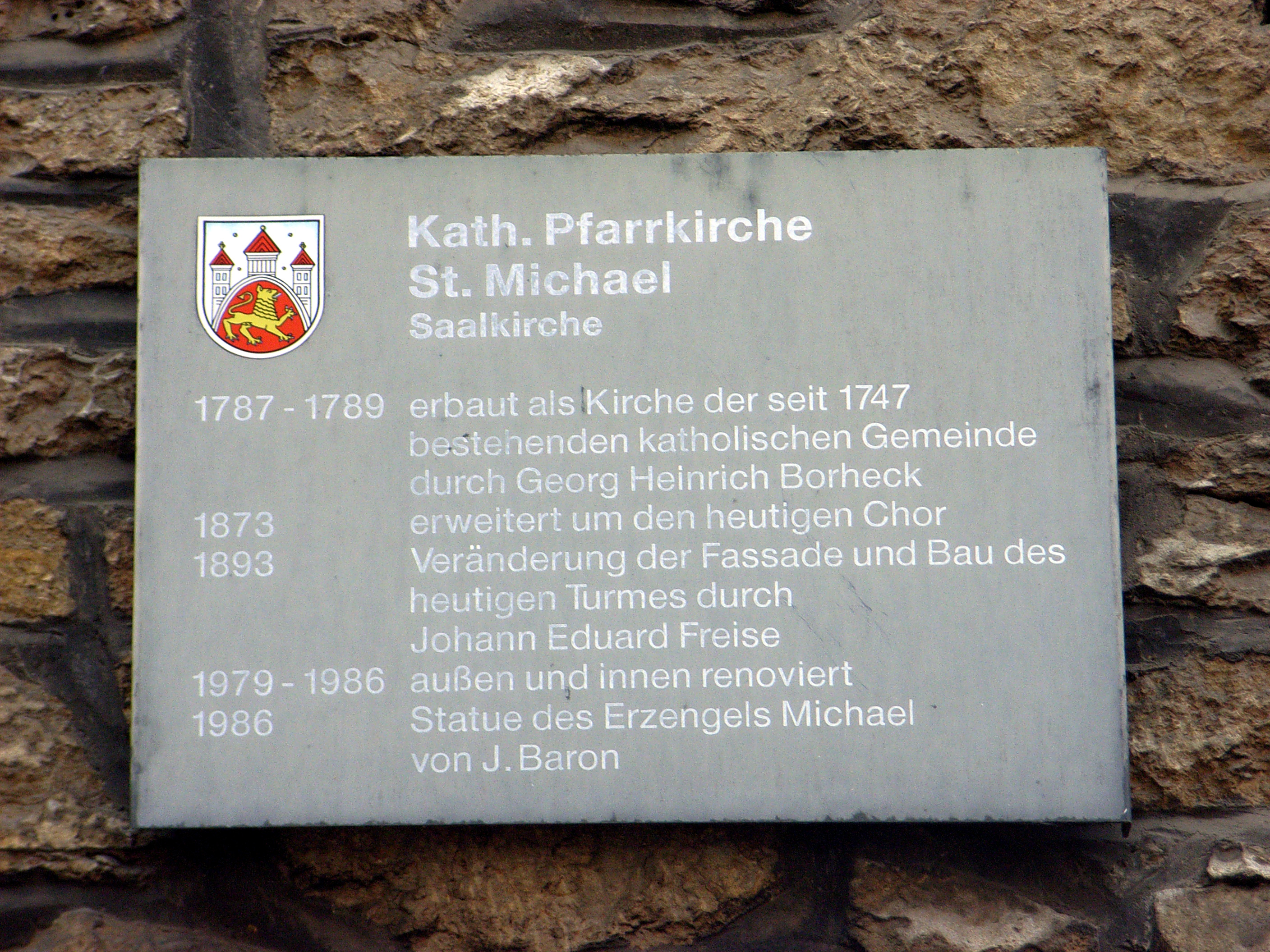
Placa informativa situada en el exterior del templo.